# 云乡镇
云乡镇，是中华人民共和国广东省江门市鹤山市一个已撤销的镇，2011年，广东省民政厅批复同意撤销云乡镇，将其行政区域并入址山镇。